# Puerto de Redes

Contraseña marítima de la provincia marítima de Ferrol a la que pertenece.

El puerto de Redes es un puerto situado en la localidad de Redes, de la parroquia de Caamouco, municipio de Ares, provincia de La Coruña, (Galicia, España). 
En la foto podemos ver la vista desde el puerto de las casas. Tienen una especial arquitectura ya que las casas están pegadas al mar. Así los habitantes del pueblo pueden acceder a sus embarcaciones al salir de casa.

## Redes en la cultura popular
Existe una frase común que dice: En Ares non te pares, en Redes non te quedes e en Caamouco para pouco.
Además, en Redes se rodó la serie Padre Casares y recientemente la nueva película de Pedro Almodóvar Julieta.